# Robert Korb
Robert Korb (* 25. September 1900 in Bodenbach, Österreich-Ungarn; † 31. Dezember 1972 in Ost-Berlin) war ein kommunistischer Funktionär der Ersten Tschechoslowakischen Republik (KPTsch) und der DDR (SED). Er war Generalmajor des Ministeriums für Staatssicherheit (MfS).

## Leben
Der Sohn eines Lokführers besuchte von 1906 bis 1917 die Bürgerschule und das Gymnasium mit Abitur. Gegen Ende des Ersten Weltkrieges wurde er 1918 als Soldat zum Kriegsdienst eingezogen und dann wegen Befehlsverweigerung in Festungshaft genommen. Nach Kriegsende arbeitete er als Angestellter in der Waggonfabrik Leipa (ČSR) und wurde Mitglied der  Deutschen sozialdemokratischen Arbeiterpartei in der Tschechoslowakischen Republik (DSAP). Ab 1919 war er als Gewerkschafts- und Jugendfunktionär tätig.
Als linker Sozialdemokrat war er 1921 Mitbegründer der Deutschen Sektion der KPTsch unter Führung von Karl Kreibich und Sekretär des gesamtstaatlichen kommunistischen Jugendverbandes in der ČSR. Von 1921 bis 1923 wurde er zum Wehrdienst in der tschechoslowakischen Armee eingezogen. Wegen Hochverrats und Meuterei wurde er 1923 zu sechs Monaten Festungshaft verurteilt. Im selben Jahr wurde er KPTsch-Bezirkssekretär in Leipa. Im Jahr 1924 wurde er Mitglied des Zentralkomitees des Kommunistischen Jugendverbandes der ČSR und 1926 Chefredakteur des Parteikreisorgans „Die Internationale“ in Aussig. Als Vertreter des stalinistischen Flügels in der Deutschen Abteilung der KPTsch wurde er nach dem Sieg der sogenannten Linken unter der Führung von Klement Gottwald auf dem V. Parteitag der KPTsch 1929 zum Mitglied des ZK gewählt. Ab 1930 war er Chefredakteur der deutschen Parteipresse der KPTsch, 1931 KPTsch-Bezirkssekretär in Reichenberg (ČSR). Wegen Verschwörung gegen die Republik verbrachte er 1933/34 dreizehn Monate in Haft. Anschließend war er ab 1935 Chefredakteur der deutschsprachigen Roten Fahne in Prag und stieg 1936 zum Mitglied des Politbüros des Zentralkomitees der KPTsch auf. In dieser Funktion war er 1937 zeitweilig bei den Internationalen Brigaden in Spanien. Im Dezember 1938 flüchtete er mit seiner Frau Hedwig Korb (1905–1978) aus der ČSR nach Moskau, wo er ab Januar 1939 als Mitarbeiter der Presseabteilung der Komintern, später als Mitarbeiter der Komintern-Nachfolgeorganisation Institut Nr. 205, tätig war. Er war von 1942 bis 1943 Mitglied der Redaktion des Sudetendeutschen Freiheitssenders und arbeitete dort auch mit Markus Wolf zusammen, der am Deutschen Volkssender tätig war.
Korb kehrte 1945 in die ČSR zurück und wurde vom ZK der KPTsch zum Leiter der Umsiedlungsaktion der deutschen Mitglieder der KPTsch in die Sowjetische Besatzungszone bestimmt. Er ging 1946 selbst nach Berlin, wurde Mitglied der SED und Mitarbeiter im Zentralsekretariat der SED. Er arbeitete zunächst als Chefredakteur des Pressedienstes des SED-Parteivorstandes und ab 1948 als Leiter der Abteilung Presse und Information des Parteivorstandes. Von 1949 bis 1951 fungierte er als Leiter der Abteilung Agitation des Parteivorstandes bzw. des Zentralkomitees der SED.
Im August 1951 erfolgte seine Einstellung beim Auslandsnachrichtendienst Institut für wirtschaftswissenschaftliche Forschung (IWF). Als Leiter der Hauptabteilung (HA) Information des IWF war er direkter Vorgesetzter von Markus Wolf. Später war Korb Leiter der HA II (Westalliierte), dann der HA III (Auswertung) und ab 1956 stellvertretender Leiter der Hauptverwaltung A (HV A) für Information und Schulung, jetzt als Stellvertreter Wolfs. Ab 1955 Oberstleutnant, wurde er 1959 zum Oberst befördert. Im Januar 1959 wechselte Korb an die Spitze der Abteilung Information des Ministeriums für Staatssicherheit, die gleichzeitig in Zentrale Informationsgruppe (ZIG) umbenannt wurde (später Zentrale Auswertungs- und Informationsgruppe – ZAIG) und löste den bisherigen Leiter Werner Irmler ab, der später sein Nachfolger wurde. 1962 wurde er zum Generalmajor ernannt. Im September 1965 wurde Robert Korb aus gesundheitlichen Gründen in den Ruhestand entlassen, und Irmler stieg wieder zum Leiter der Diensteinheit auf.

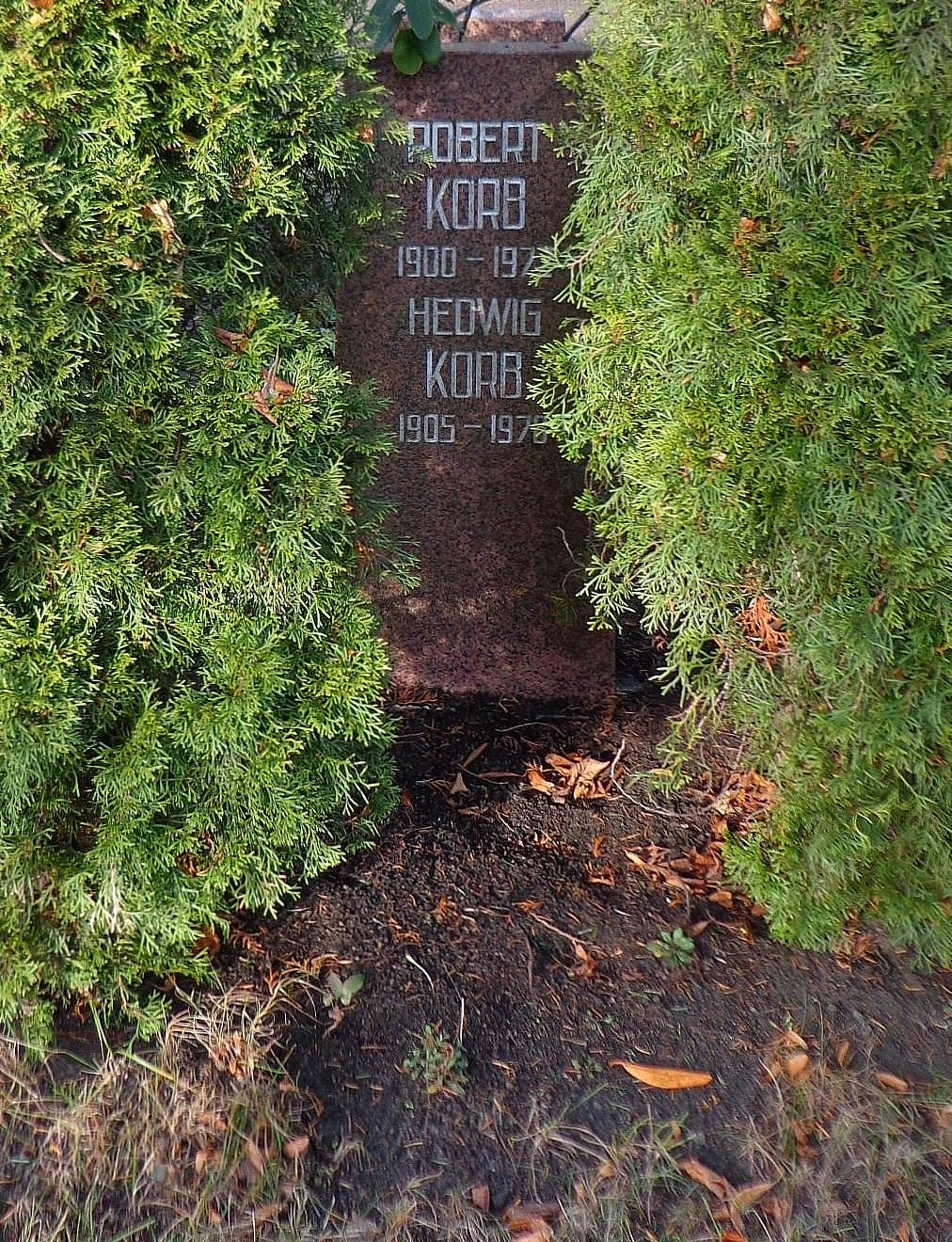
Grabstätte

Seine Urne wurde in der Grabanlage Pergolenweg des Berliner Zentralfriedhofs Friedrichsfelde beigesetzt.
Das MfS würdigte Korb mit der Publikation Menschen, ich hatte euch lieb, seid wachsam! Erinnerungen an Robert Korb (2., überarb. Aufl. 1985, mit einem Geleitwort von Markus Wolf).

## Auszeichnungen
- 6. Mai 1955 Vaterländischer Verdienstorden in Silber und 1965 in Gold
- 1960 Orden Banner der Arbeit
- 1961 Artur-Becker-Medaille in Gold
- 1961 Orden der Arbeit der ČSSR
- 1970 Karl-Marx-Orden